# Norville (Essonne)
Norville – miejscowość i gmina we Francji, w regionie Île-de-France, w departamencie Essonne.
Według danych na rok 1990 gminę zamieszkiwały 3822 osoby, a gęstość zaludnienia wynosiła 846 osób/km² (wśród 1287 gmin regionu Île-de-France Norville plasuje się na 371. miejscu pod względem liczby ludności, natomiast pod względem powierzchni na miejscu 713.).